# Tempio di Giove Eliopolitano

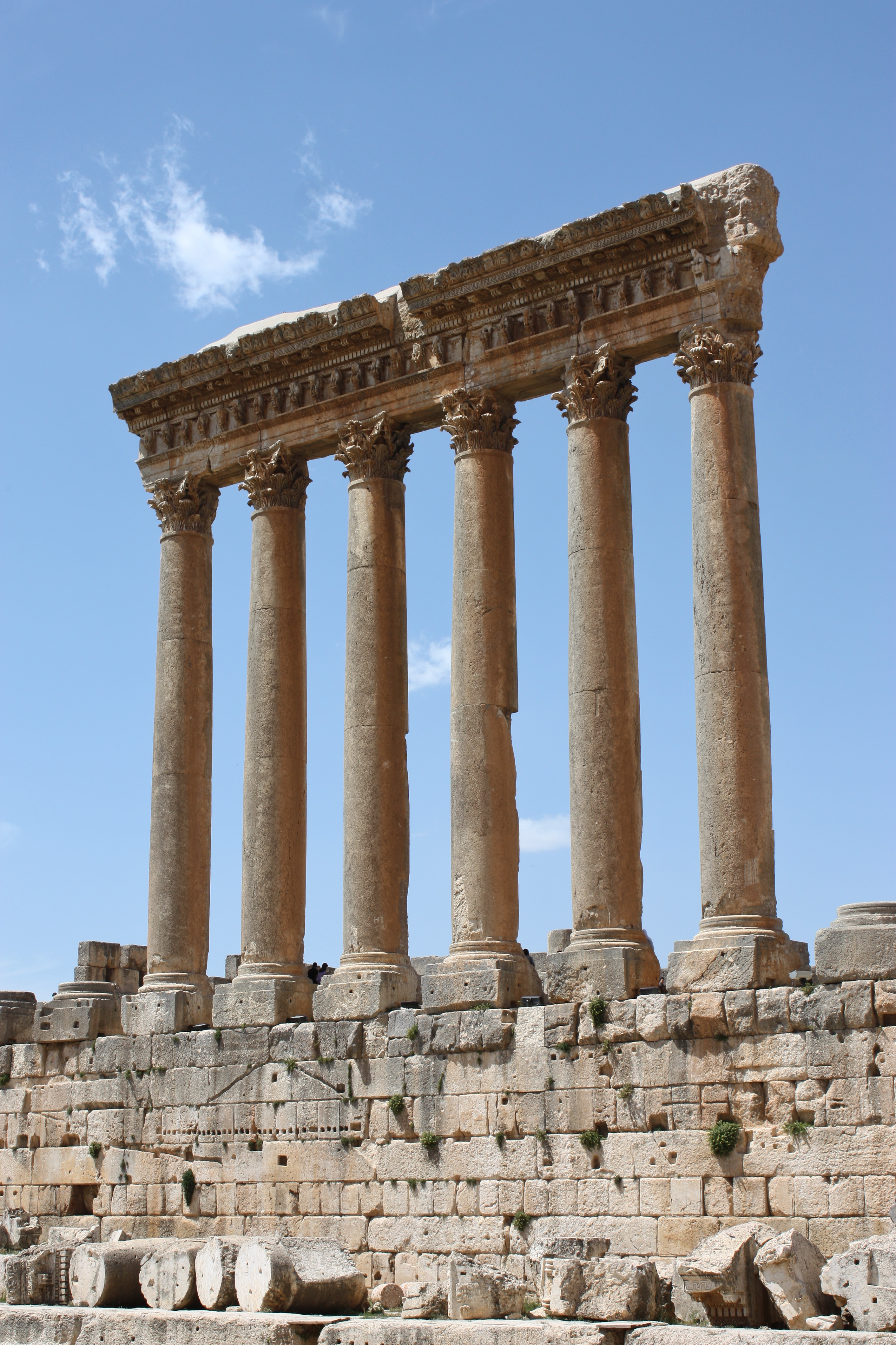
Giove Eliopolitano

Nella ricchissima Hèliopos (l'attuale Baalbek), nell'antica Siria, già nel I secolo era iniziata la costruzione di un complesso sacro avente come fulcro il Tempio di Giove Elipolitano. All'edificio, periptero decastilo di ordine corinzio (come un tempio greco), ma elevato su un alto podio alto circa 13 m (come un tempio romano). Nel corso degli anni a questo edificio furono aggiunti alcuni elementi nuovi e strutture, tra cui un tèmenos, recinto sacro a tre bracci, un vestibolo esagonale, preceduto da propilei (ingressi monumentali di edifici sacri, piazze, città o templi), un tempietto dedicato a Bacco (seconda metà del II secolo) e, poco distante, anche un tempietto a pianta centrale detto di Venere (III secolo).

## Tempio di Bacco

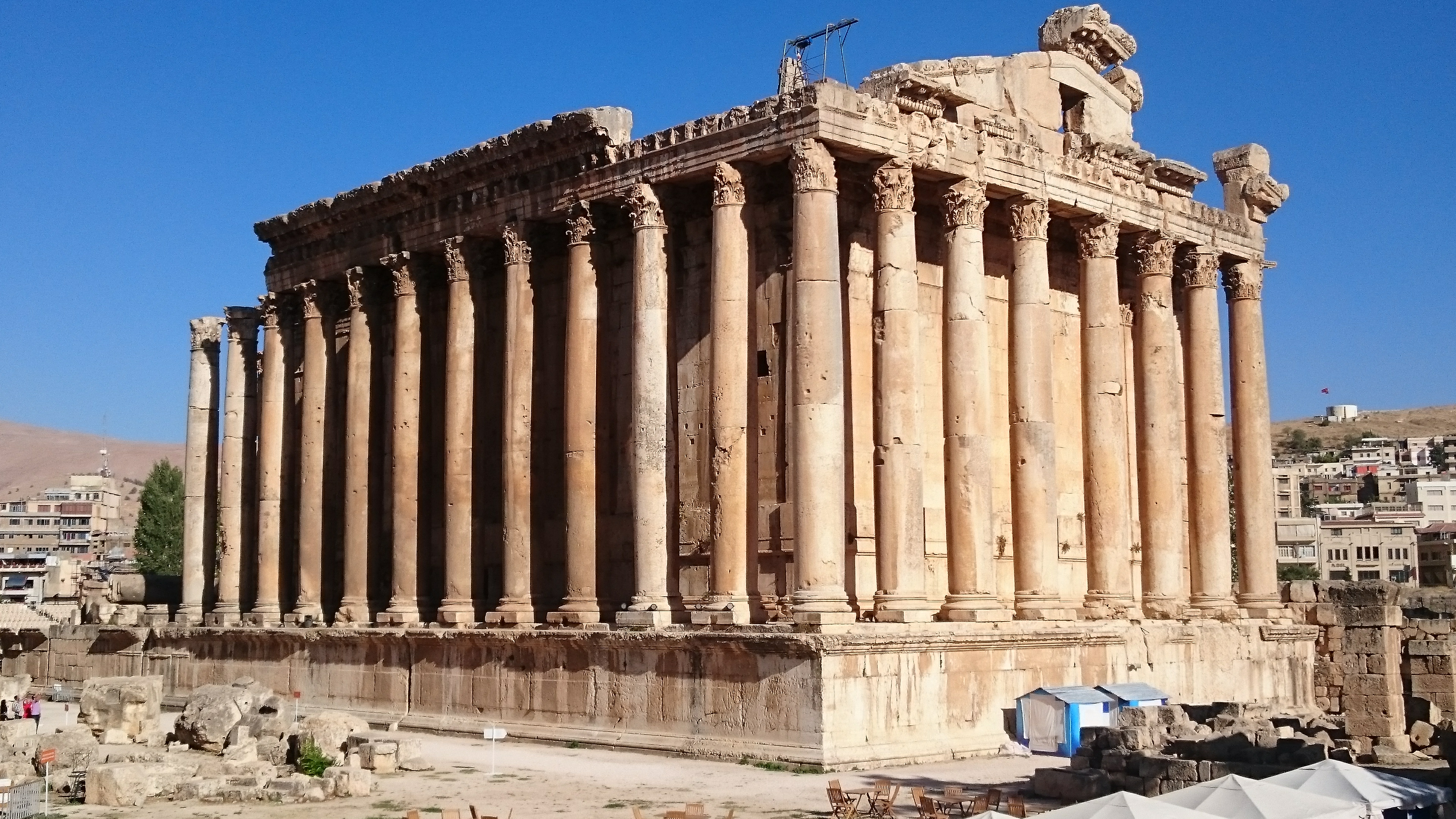

Il Tempio di Bacco (150-200 d.C.), dalle dimensioni maestose, è uno degli edifici sacri più importanti e scenografici mai costruiti in età tardo antica. Conservatosi in gran parte, deve la sua salvezza l'essere stato trasformato in chiesa cristiana, per volontà di Teodosio il Grande. Periptero octastilo d'ordine corinzio, con il raddoppiamento delle colonne del fronte, è dotata di una cella di grandi dimensioni che accoglie un adyton, il luogo più sacro dell'edificio a cui potevano accedervi solo i sacerdoti, formato da una struttura a tempietto ove era conservata la statua del divinità. Le pareti interne sono scandite da enormi semicolonne scanalate corinzie, che poggiano su un alto basamento. Queste ultime reggono una trabeazione, composta da architrave tripartito, fregio scanalato e cornice con dentelli e mensole. Nell'intercolumnio (la distanza tra le colonne) sono alloggiate nicchie divise in due ordini: centinate quelle inferiori, timpanate quelle superiori, all'interno delle quali un tempo ospitavano delle statue. La copertura era probabilmente piena e a lacunari.

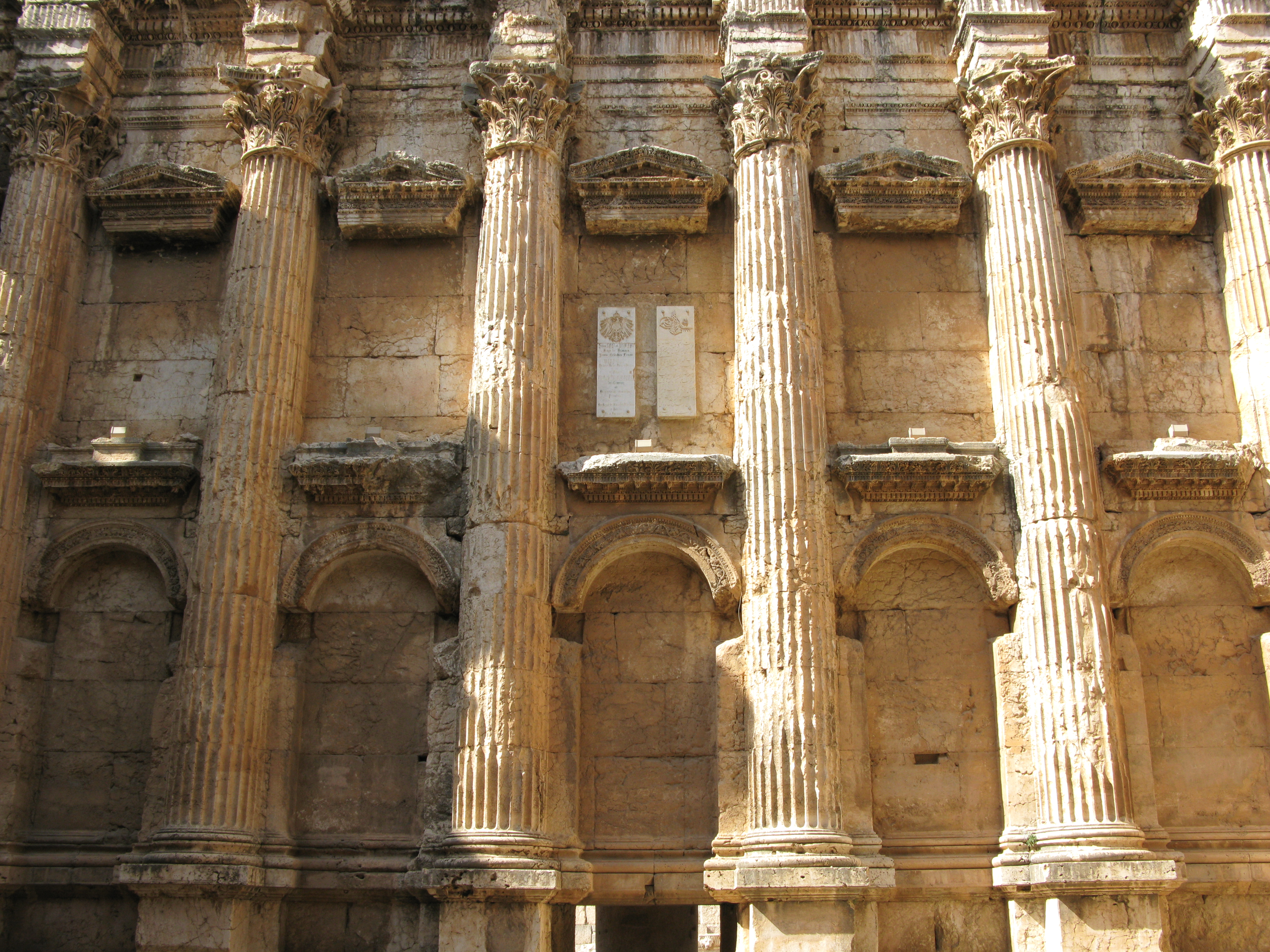
Tempio di Bacco all'interno

Per circa due quinti la superficie interna era occupata da una scalinata tripartita longitudinalmente, e dall'adyton stretto fra due colonne. Tra queste le pareti longitudinali si aprono due varchi. L'adyton era concepito come un tempietto autonomo, con due ali avanzate, ornate di colonne  sovrastato da un timpano spezzato, e con un vano più arretrato coperto da una volta sovrastata da un frontone. sotto la debole luce tremolante delle fiaccole delle lucerne i lagunari, i capitelli con le foglie minutamente lavorate, le trabeazioni fortemente in oggetto e allinea spezzata, le mensole modanato e i timpani abbondantemente decorati davano luogo a ombre varie e profonde e a riverberi che accrescevano la sensazione di sacralità e di mistero del luogo.

## Tempio di Venere
Di piccole dimensioni, il Tempio di Venere, un rifacimento di un edificio del III secolo di un precedente edificio, è formato dall'innesto di una struttura centrica con un portico. Tema già sperimentato in altri edifici, in più occasioni negli anni precedenti, anche a Roma, ma qui con esiti inaspettati. Preceduto da un portico tetrastilo, oggi non più esistente, a frontone spezzato raccordato da un arco, il naos (la cella, la parte interna di un tempio, dopo il pronao, o pro naos, davanti alla cella), alla pianta estesa per poco più di tre quarti di circonferenza. All'esterno il tamburo cilindrico è scavato da cinque nicchie semicircolari ed è circondata da una peristasi di colonne corinzie dal fusto liscio. Alquanto distante dal muro della cella, queste sostengono una trabeazione mistilinea che incurvandosi, diventa concava nell'intercolunnio E tangente al tamburo stesso. Il ritmo generato per opposizione tra concavità e convessità coinvolge anche il podio che, rispecchia l'andamento curvilineo della trabeazione. Una cupola in pietra, copriva il naos, poggiando sulla circonferenza più interna del tamburo. Il piccolo edificio, nell'elasticità che lo contraddistingue, quasi forzando le caratteristiche dei materiali, portano alle estreme conseguenze lo schema planimetrico ondulato, già sperimentato a Roma e nelle province a partire dalla seconda metà del I secolo d.C. (ad esempio in alcuni ambienti della Domus Flavia o di Villa Adriana)